# Uruguay az 1976. évi nyári olimpiai játékokon
Uruguay a kanadai Montréalban megrendezett 1976. évi nyári olimpiai játékok egyik részt vevő nemzete volt. Az országot az olimpián 5 sportágban 9 sportoló képviselte, akik érmet nem szereztek.

## Atlétika
Női
| Versenyző          | Versenyszám | 100 m gát | 100 m gát | Súlylökés | Súlylökés | Magasugrás | Magasugrás | Távolugrás | Távolugrás | 200 m | 200 m | Végeredmény | Végeredmény |
| Versenyző          | Versenyszám | Idő       | Pont      | Eredmény  | Pont      | Eredmény   | Pont       | Eredmény   | Pont       | Idő   | Pont  | Pont        | Helyezés    |
| ------------------ | ----------- | --------- | --------- | --------- | --------- | ---------- | ---------- | ---------- | ---------- | ----- | ----- | ----------- | ----------- |
| Ana María Desivici | Ötpróba     | 15,49     | 778       | 10,60 m   | 569       | 160 cm     | 736        | 528 cm     | 637        | 26,45 | 758   | 3478        | 19.         |

## Evezés
Férfi
| Versenyző         | Versenyszám  | Előfutam | Előfutam | Vigaszág | Vigaszág | Elődöntő | Elődöntő | Döntő   | Döntő   | Döntő   | Helyezés    |
| Versenyző         | Versenyszám  | Idő      | Hely.    | Idő      | Hely.    | Idő      | Hely.    | Típus   | Idő     | Hely.   | Helyezés    |
| ----------------- | ------------ | -------- | -------- | -------- | -------- | -------- | -------- | ------- | ------- | ------- | ----------- |
| Reinaldo Kutscher | Egypárevezős | 7:48,59  | 5.       | 7:26,34  | 5.       | kiesett  | kiesett  | kiesett | kiesett | kiesett | helyezetlen |

## Kerékpározás

### Országúti kerékpározás
Férfi
| Versenyző         | Versenyszám   | Idő           | Helyezés      |
| ----------------- | ------------- | ------------- | ------------- |
| Carlos Alcantara  | Mezőnyverseny | nem ért célba | nem ért célba |
| Washington Díaz   | Mezőnyverseny | nem ért célba | nem ért célba |
| Víctor González   | Mezőnyverseny | nem ért célba | nem ért célba |
| Waldemar Pedrazzi | Mezőnyverseny | nem ért célba | nem ért célba |

### Pálya-kerékpározás
Időfutam
| Versenyző       | Versenyszám  | Idő      | Helyezés |
| --------------- | ------------ | -------- | -------- |
| Miguel Margalef | Férfi egyéni | 1:11,905 | 22.      |

Üldözőversenyek
| Versenyző                                                         | Versenyszám  | Selejtező | Selejtező | Nyolcaddöntő | Nyolcaddöntő | Nyolcaddöntő | Negyeddöntő  | Negyeddöntő | Negyeddöntő | Elődöntő     | Elődöntő  | Elődöntő | Döntő        | Döntő     | Helyezés |
| Versenyző                                                         | Versenyszám  | Idő       | Hely.     | Ellenfél Idő | Saját idő    | Hely.        | Ellenfél Idő | Saját idő   | Hely.       | Ellenfél Idő | Saját idő | Hely.    | Ellenfél Idő | Saját idő | Helyezés |
| ----------------------------------------------------------------- | ------------ | --------- | --------- | ------------ | ------------ | ------------ | ------------ | ----------- | ----------- | ------------ | --------- | -------- | ------------ | --------- | -------- |
| Washington Díaz                                                   | Férfi egyéni | 5:03,00   | 21.       | kiesett      | kiesett      | kiesett      | kiesett      | kiesett     | kiesett     | kiesett      | kiesett   | kiesett  | kiesett      | kiesett   | 21.      |
| Washington Díaz Víctor González Miguel Margalef Waldemar Pedrazzi | Férfi csapat | 4:47,82   | 16.       |              |              |              | kiesett      | kiesett     | kiesett     | kiesett      | kiesett   | kiesett  | kiesett      | kiesett   | 16.      |

## Ökölvívás
| Versenyző     | Versenyszám   | 32-es főtábla              | Nyolcaddöntő      | Negyeddöntő       | Elődöntő          | Döntő             | Helyezés |
| Versenyző     | Versenyszám   | Ellenfél Eredmény          | Ellenfél Eredmény | Ellenfél Eredmény | Ellenfél Eredmény | Ellenfél Eredmény | Helyezés |
| ------------- | ------------- | -------------------------- | ----------------- | ----------------- | ----------------- | ----------------- | -------- |
| Juan Scassino | Nagyváltósúly | Kalevi Kosunen (FIN) · 1-4 | kiesett           | kiesett           | kiesett           | kiesett           | 17.      |

## Úszás
Női
| Versenyző          | Versenyszám | Előfutam | Előfutam | Előfutam | Elődöntő | Elődöntő | Elődöntő | Döntő   | Döntő    |
| Versenyző          | Versenyszám | Idő      | Hely.    | Össz.    | Idő      | Hely.    | Össz.    | Idő     | Helyezés |
| ------------------ | ----------- | -------- | -------- | -------- | -------- | -------- | -------- | ------- | -------- |
| Elena Ospitaletche | 100 m mell  | 1:21,44  | 6.       | 35.      | kiesett  | kiesett  | kiesett  | kiesett | kiesett  |
| Elena Ospitaletche | 200 m mell  | 2:53,60  | 8.       | 36.      |          |          |          | kiesett | kiesett  |